# 斯捷列古希島
斯捷列古希島是俄羅斯的島嶼，屬於北地群島的一部分，位於共青團員島東南3.5公里的拉普捷夫海，由克拉斯諾亞爾斯克邊疆區負責管轄，長0.2公里，島上無人居住。